# كانتربوري (نيو برونزويك)
كانتربوري (بالإنجليزية: Canterbury, New Brunswick)‏ هي قرية تقع في كندا في نيو برونزويك. يقدر عدد سكانها بـ 336 نسمة .

## أعلام
- تشارلز برايس